# Karl Vernon
Karl "The Bean" Vernon (ur. 19 czerwca 1880 w Bad Neuenahr, zm. 11 lipca 1973 w Worthing) – brytyjski wioślarz, wojskowy i architekt, srebrny medalista olimpijski.
Jego przezwisko "the Bean" wywodzi się z faktu, iż był wegetarianinem.
Wystąpił na igrzyskach olimpijskich w Sztokholmie w 1912, gdzie brytyjska osada Thames Rowing Club w składzie: Julius Beresford, Karl Vernon, Charles Rought, Bruce Logan i Geoffrey Carr zdobyła srebrny medal w czwórkach ze sternikiem. Był to jego jedyny start olimpijski.
W czasie I wojny światowej służył w Royal Army Medical Corps w stopniu sierżanta sztabowego. Odznaczony Medalem Wojskowym. Z zawodu był architektem.